# تشهاربيد (فريمان)
تشهاربيد (بالفارسية: چهاربید) هي قرية تقع في قسم قلندرآباد الريفي في إيران. يقدر عدد سكانها بـ 21 نسمة .